# Крик, Йохан
Йохан Крик (англ. Johan Kriek; 5 апреля 1958 года, Понгола, ЮАР) — южноафриканский и американский профессиональный теннисист, двукратный победитель Открытого чемпионата Австралии по теннису (1981, 1982), филантроп.
Профессиональную карьеру он начал в 1978 году. Наивысшего карьерного достижения в рейтинге ATP добился в сентябре 1984 года — 7-е место. Крик выиграл два Australian Open. Также на его счету полуфиналы на Открытом чемпионате Франции и Открытом чемпионате США и четвертьфинал Уимблдонского турнира. В одиночном разряде Йохан завоевал 14 титулов.
С августа 1982 года — гражданин Соединённых Штатов Америки. По завершении карьеры он построил теннисную академию своего имени в Северной Каролине. Основатель Глобального фонда воды (англ. Global Water Foundation), некоммерческой организации, занимающейся доставкой чистой воды в самые нуждающиеся уголки мира.